# Боладело-Певеранца (Варезе)
Боладело-Певеранца је насеље у Италији у округу Варезе, региону Ломбардија.
Према процени из 2011. у насељу је живело 3885 становника. Насеље се налази на надморској висини од 281 м.